# Université d'Australie-Occidentale
L’université d'Australie-Occidentale (University of Western Australia ou UWA en anglais) est la plus ancienne université d'Australie-Occidentale. Elle fut fondée en 1911 et est située à Perth.
Neuf facultés la composent :
- Architecture, Landscape and Visual Arts ;
- Arts, Humanities and Social Sciences ;
- Economics and Commerce (Business School) ;
- Education ;
- Engineering, Computing and Mathematics ;
- Law ;
- Life and Physical Sciences ;
- Medicine, Dentistry and Health Sciences ;
- Natural and Agricultural Sciences.

## Histoire
L'université a été créée en 1911 à la suite du dépôt de propositions par une commission royale en septembre 1910. Le campus d'origine, qui a accueilli ses premiers étudiants en mars 1913, était situé sur rue Irwin, au centre de Perth, et se composait de plusieurs bâtiments situés entre la rue Hay et St Georges Terrace. La rue Irwin était également connue sous le nom de « Tin Pan Alley », de nombreux bâtiments comportant des toits en tôle ondulée. Ces bâtiments ont servi de campus universitaire jusqu'en 1932, date à laquelle le campus a été transféré sur son site actuel, à Crawley.
Le chancelier fondateur, John Winthrop Hackett, décéda en 1916 et légua un bien qui, après avoir été géré avec soin pendant dix ans, rapporta à l'université 425 000 £, une somme bien supérieure à celle attendue. Cela a permis la construction des bâtiments principaux. De nombreux bâtiments et monuments de l'université portent son nom, notamment Winthrop Hall et Hackett Hall. En outre, son legs a financé de nombreuses bourses, car il ne souhaitait pas que les étudiants désireux soient dissuadés d’étudier car ils n’avaient pas les moyens de le faire.

## Étudiants
Les étudiants de l’UWA sont généralement dominés par les jeunes qui quittent l’école en Australie occidentale, principalement dans la région métropolitaine de Perth. Il existe relativement moins d’élèves d’âge mûr. Au cours des dernières années, le nombre d’étudiants étrangers payant l’intégralité des frais de scolarité, principalement en provenance d’Asie du Sud-Est, a augmenté en proportion de la population étudiante. En 2013, l'université comptait 4 952 étudiants étrangers sur un effectif total inférieur à 25 000.

## Personnalités liées à l'université

### Étudiants
- Asha de Vos, biologiste marine sri-lankaise
- Michelle Louise Harvey, entomologiste australienne
- Greg Egan, écrivain de science fiction
- Nancy Tyson Burbidge, botaniste australienne
- Kim E. Beazley, ministre de l'éducation australien de 1972 à 1975

## Galerie

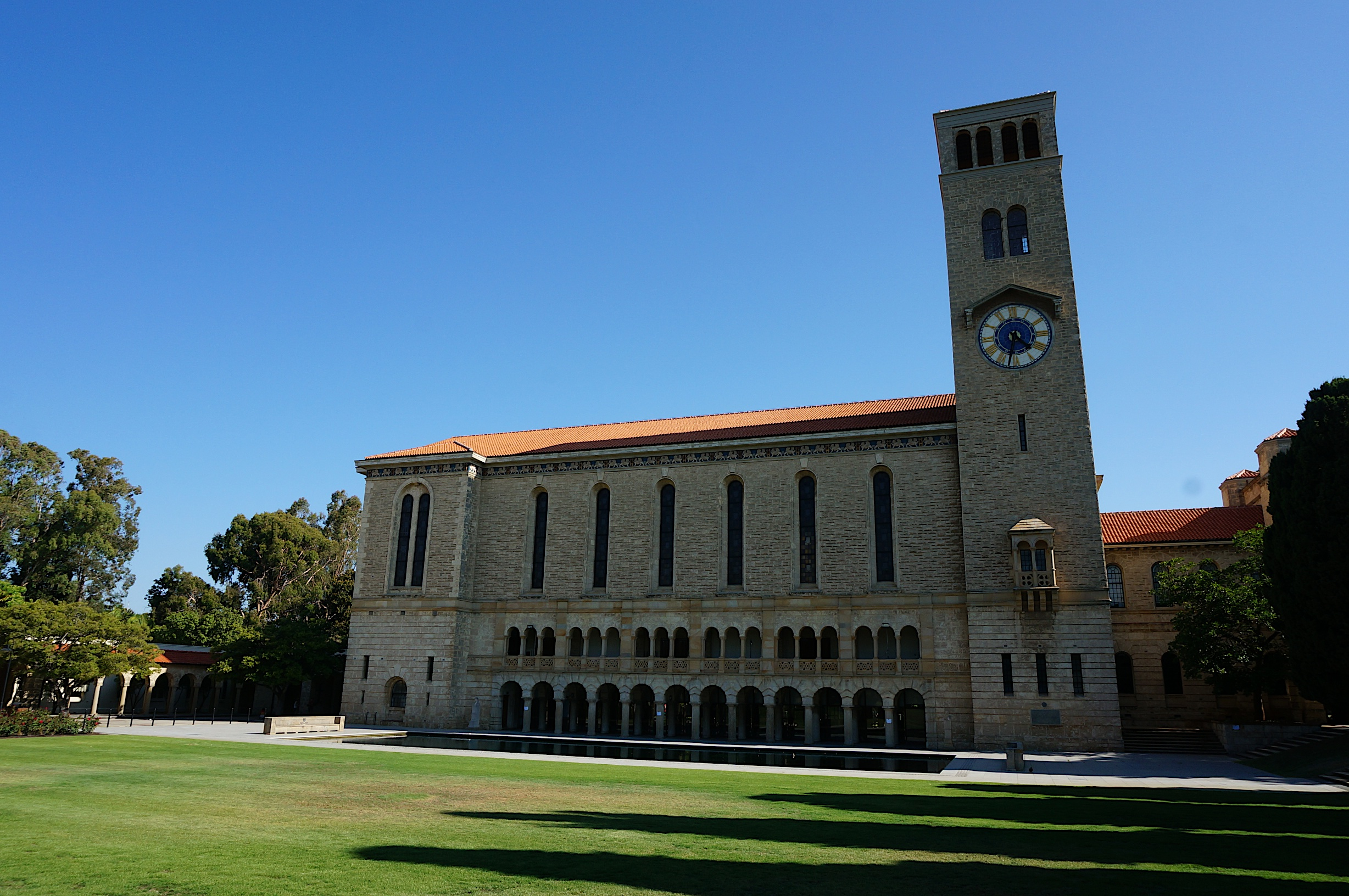
Le Winthrop Hall.
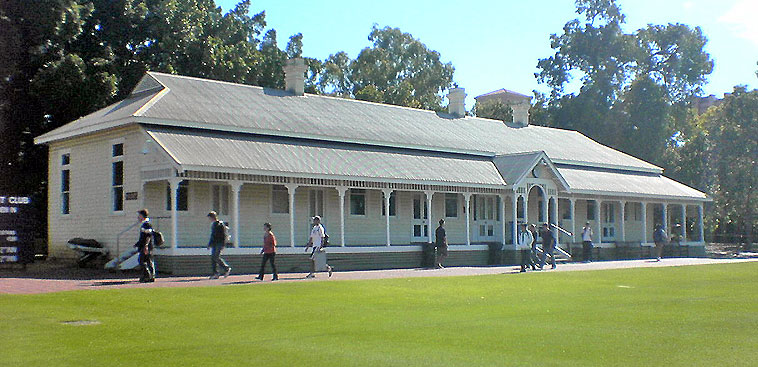
Irwin Street Building.
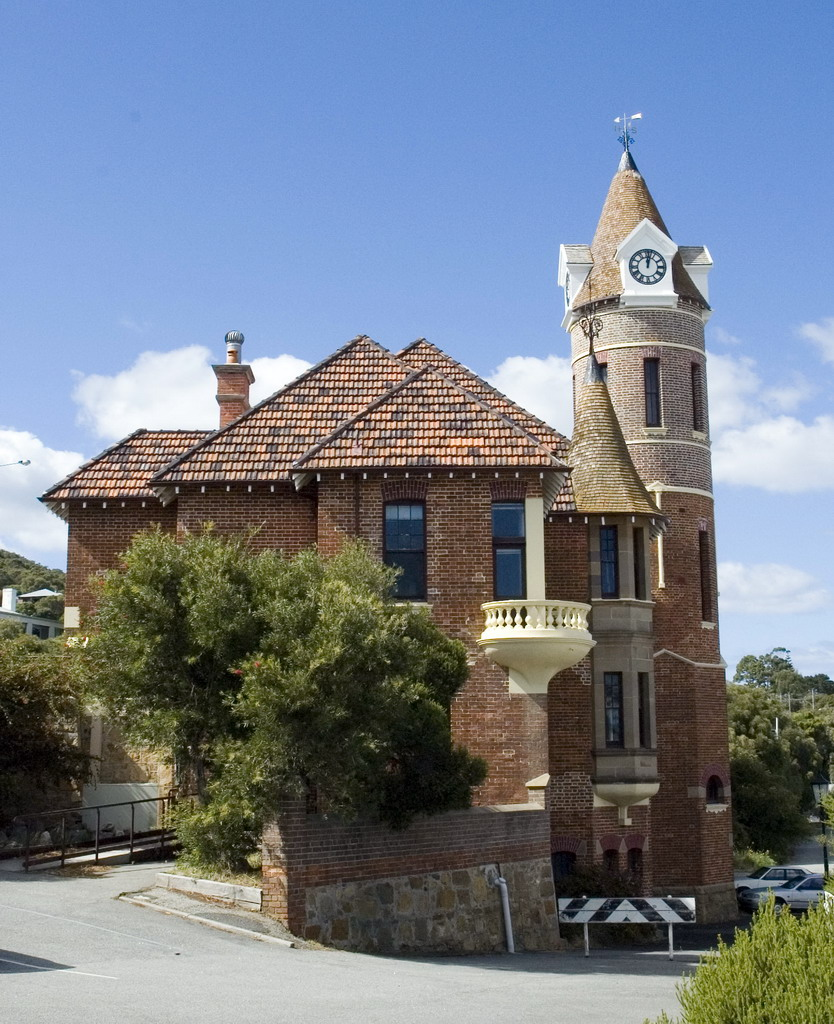
Le Centre Albany.